# Hästskotjärnen (Offerdals socken, Jämtland, 704375-142809)
Hästskotjärnen är en sjö i Krokoms kommun i Jämtland och ingår i Indalsälvens huvudavrinningsområde.